# Оръжеен барабан
Барабан – цилиндричен детайл на огнестрелно оръжие, съвместяващ функците на пълнителя и патронника, една от основните части на револвера. Има надлъжни канали – камери, в която се поставят патроните (или зарядите); въртящ се около оста си, ги подава за стрелба към ствола. Понякога се прави нефиксирано закрепен за бързо презареждане на оръжието. Използва се и при други видове оръжия, построени на револверния принцип: револверни пушки, револверни оръдия, в някои ръчни гранатомети.